# رافاييل هرنانديز أوتشوا
رافاييل هرنانديز أوتشوا (بالإسبانية: Rafael Hernández Ochoa)‏ هو محامي وسياسي مكسيكي، ولد في 4 يونيو 1915، وتوفي في 18 مايو 1990. حزبياً، نشط في الحزب الثوري المؤسساتي.